# Citroën DS3
Citroën DS3 är en bilmodell från Citroën, producerad 2009-2019, som bygger på den nya generationens C3. Den är en tvådörrars coupémodell med en exklusiv image. Den delar mekaniken med Citroën C3.
DS3 har haft stora framgångar i rally. Tävlingsbilen vann VM med Sébastien Loeb två gånger, 2011 och 2012.